# Melk (râu)
Melk este afluentul cel mai sudic al Dunării, pe teritoriul Austriei.
Izvorăște în apropiere de  Statzberg, care aparține de Sankt Anton an der Jeßnitz, traversează localitățile Oberndorf an der Melk, Diesendorf, Ruprechtshofen și St. Leonhard/Forst după care la Melk se varsă în Dunăre. 
În apele râului Melk se pot întâlni: păstrăvi, crapi, iar între St.Leonhard/Forst și Mannersdorf se poate întâlni și știucă.